# Föritz
Föritz è una frazione del comune tedesco di Föritztal.

## Storia
Nel 2018 il comune di Föritz venne fuso con i comuni di Judenbach e Neuhaus-Schierschnitz, formando il nuovo comune di Föritztal.